# Rie Kitahara
Rie Kitahara (北原里英, Kitahara Rie), née le 24 juin 1991 à Ichinomiya, dans la préfecture d'Aichi, Japon, est une chanteuse et idole japonaise, membre du groupe féminin japonais NGT48 et ex-membre des groupes AKB48 et SKE48.

## Carrière
Elle débute en 2008 avec la Team A. Début 2011, elle rejoint en parallèle le sous-groupe Not yet.
Elle devient en 2012 membre de SKE48 de manière temporaire.
La même année, elle est au casting de la première saison de la série télévisée de téléréalité japonaise Terrace House. 
En 2013, elle est officiellement membre d'AKB48 (Team K). Elle actuellement produite par l'agence Ohta Production.
Lors du Team Shuffle tenu le 26 mars 2015, AKB48 annonce le transfert de Rie Kitahara chez le nouveau groupe sœur NGT48 (Team NIII) dont elle est le capitaine.

## Discographie

### Avec AKB48
Albums
1. 8 juin 2011 - Koko ni Ita Koto (ここにいたこと?)
2. 15 août 2012 - 1830m
3. 22 janvier 2014 - Tsugi no Ashiato (次の足跡?)

Singles

### Avec SKE48
Albums
1. 19 septembre 2012 – Kono Hi no Chime o Wasurenai (この日のチャイムを忘れない?)

Singles
1. 22 octobre 2008 – Ōgoe Diamond (SKE48ver.) (大声ダイヤモンド(SKE48ver.)?)
2. 5 août 2009 – Tsuyoki Mono yo (強き者よ?)
3. 24 mars 2010 – Aozora Kataomoi (青空片想い?)
4. 7 juillet 2010 – Gomen ne, Summer (ごめんね、SUMMER?)
5. 17 novembre 2010 – 1! 2! 3! 4! Yoroshiku! (1!2!3!4! ヨロシク!?)
6. 9 mars 2011 – Banzai Venus (バンザイVenus?)
7. 27 juillet 2011 – Pareo wa Emerald (パレオはエメラルド?)
8. 9 novembre 2011 – Okey Dokey (オキドキ?)
9. 25 janvier 2012 – Kataomoi Finally (片想いFinally?)
10. 16 mai 2012 – Aishite-love-ru! (アイシテラブル!?)
11. 19 septembre 2012 – Kiss Datte Hidarikiki (キスだって左利き?)
12. 30 janvier 2013 – Choco no Dorei (チョコの奴隷?)
13. 17 juillet 2013 - Utsukushii Inazuma (美しい稲妻?)
14. 20 novembre 2013 - Sansei Kawaii! (賛成カワイイ!?)